# 苑前镇
苑前镇是江西省泰和县下辖的一个镇。

## 行政区划
苑前镇现辖1个居委会和17个村委会
。
| 居委会 | 苑前                                                                                                 |
| 村委会 | 路溪、巷口、颜家、王山、书院、洲刘、戴坊、杨溪、琴塘、苑前、绅溪、黄坊、岭下、玉田、茹山、钱塘、坪塘 |